# منقولة مصفوفة

يمكن أن يحصل على المنقولة A^{T} للمصفوفة A من خلال قلب العناصر على القطر الرئيسي للمصفوفة. تكرار العملية نفسها على المصفوفة المنقولة يعيد العناصر إلى مكانهم الأصلي.

في الجبر الخطي، منقولة مصفوفة A (بالإنجليزية: Transpose)‏ هي مصفوفة أخرى يُرمز إليها ب AT (وقد يُرمز إليها أيضا ب A′ أو Atr أو tA أو At).
انظر إلى قطر رئيسي.
{\displaystyle [\mathbf {A} ^{\mathrm {T} }]_{ij}=[\mathbf {A} ]_{ji}}
أول عالم رياضيات قدم مفهوم منقولة مصفوفة هو آرثر كيلي.

## أمثلة
- {\displaystyle {\begin{bmatrix}1&2\end{bmatrix}}^{\mathrm {T} }=\,{\begin{bmatrix}1\\2\end{bmatrix}}}

- {\displaystyle {\begin{bmatrix}1&2\\3&4\end{bmatrix}}^{\mathrm {T} }={\begin{bmatrix}1&3\\2&4\end{bmatrix}}}

- {\displaystyle {\begin{bmatrix}1&2\\3&4\\5&6\end{bmatrix}}^{\mathrm {T} }={\begin{bmatrix}1&3&5\\2&4&6\end{bmatrix}}}